# La Neuve-Lyre
La Neuve-Lyre är en kommun i departementet Eure i regionen Normandie i norra Frankrike. Kommunen ligger i kantonen Rugles som tillhör arrondissementet Évreux. År 2022 hade La Neuve-Lyre 532 invånare.

## Befolkningsutveckling
Antalet invånare i kommunen La Neuve-Lyre
Referens:INSEE